# Jebel al-Madhbah
Jebel al-Madhbah (em árabe: جبل المذبح, literalmente: Monte do Altar) é um edifício arqueológico que remonta à civilização dos nabateus na Jordânia. Localizado em um lugar alto e com vista para uma reserva arqueológica ao sul da cidade de Petra. Este espaço era consagrado para o sacrifício de oferendas aos deuses, no século IV era utilizado para as mesmas funções pelo cristianismo. Mais tarde no período dos cruzados foi utilizado como um elo de ligação entre as fortalezas Aluaira (Al-Waira) e Alhibis (Al-Hibis).

## História
As procissões religiosas dos nabateus ascendiam ao altar a partir da área adjacente ao Anfiteatro de Petra, passando pelo vale até o ponto de acesso para uma longa escadaria esculpida nas pedras, até alcançar o altar onde os sacrifícios eram realizadas. A primeira coisa a ser observada eram os obeliscos escavados na pedra que simbolizam os deuses nabateus Duxara - o deus do poder, e Uzá - a deusa da fertilidade e da água . Restos de muralhas e de uma torre que acreditam serem edomitas também foram reutilizados no período nabateu.
Na beira do caminho que leva à abóbada ao ar livre no cume do Jebel, existe um alto-relevo esculpido em arenito mostra um betume quadrangular encimado por um medalhão que contem em seu centro um busto divino, que embora muito danificado pode se perceber o perfil do deus Duxara. Este Obelisco que representa, Duxara é perfeitamente liso e anepígrafo como a vista de todo o relevo do caminho para alcançar o Jebel, a figura no cume do monte é muito parecida com uma encontrada em Qasr al-Bint usando cabelo comprido e coroa de louros.

## Arquitetura
Ele consiste em um pátio central cercado por bancos esculpidos em pedra em três lados. No lado oeste há lajes retangulares que talvez eram usadas para movimentação dos fieis, enquanto as lajes na outra ponta eram usada para depositar o sangue das oferendas ou vinho, pois deste lado existia nas lages um pequeno tanque de água, que era nutrido por um aqueduto cujo reservatório estava no topo da Colina Zantur. Deste ponto se poderia ver a cidade ao fundo.

## Monte Sinai
De acordo com o livro do Êxodo, o Monte Sinai é a montanha na qual os Dez Mandamentos foram dados a Moisés por Deus. Alguns estudiosos começando com Ditlef Nielsen em 1927 acreditam que o Jebel seria o Monte Sinai. Outro estudioso que segue esta linha foi o britânico Graham Phillips que acredita que a Arca da Aliança foi levada para Jebel, pelos Macabeus, por volta de 134 a.C. e que permaneceu lá até cerca de 1180, quando Raul de Sudeley, um líder templário descobriu-o enquanto esteve acampado no local.